# 王敏正
王敏正（1964年8月—），男，汉族，浙江温岭人，中华人民共和国政治人物，中共党员。中国人民大学工业经济工业企业管理专业毕业。

## 生平
早年在广东汕尾工作，后于1997年赴云南工作，历任省计划委员会主任助理、总经济师兼学术委员会秘书长等职。2004年，任云南省发改委副主任。2008年，当选第十一届全国人民代表大会云南地区代表。2008年3月，任云南省昭通市委副书记、市长。2010年，任国家国防科技工业局系统工程二司司长。2014年7月，接替转任云南省人民政府副秘书长的董保同任中共昆明市委常委、昆明高新区管委会主任（正厅级）。2016年6月，任云南省农业厅党组书记。
2018年10月22日，雲南省農業廳改制為農業農村廳，王敏正不再擔任。2018年10月31日，云南省人民政府聘任王敏正为省人民政府参事。